# The Ukrainians (онлайн-журнал)
The Ukrainians (укр. Українці) — онлайн-журнал про українців, ініціативу та відповідальність.

## Про видання
Журнал описує все, що стосується України і українців. Статті висвітлюють теми, які цікавлять проактивну українську молодь, з акцентом на суспільно важливих темах. Читачі журналу — молоді активні українці, що незабаром формуватимуть порядок денний країни.

### Завдання журналу
- розповідати про те, що відбувається в Україні;
- мотивувати до позитивних змін через історії успіху людей та ініціатив;
- пояснювати незрозумілі явища та процеси, що формують нову Україну;
- розвивати інтелектуальну спроможність молоді.

Місія журналу — уможливлення позитивних соціальних змін за допомогою інструментів журналістики.

## Історія
Перша презентація проєкту «The Ukrainians» відбулася у травні 2014 року. Творці вирішили спілкуватися з молодими підприємцями, громадськими активістами, діячами культури про успіх та цінності. «Ми спробували продемонструвати іншу — чесну, відповідальну й оптимістичну — рольову модель і заповнювати (майже) порожню нішу вітчизняних success stories», — розповідає керівник «The Ukrainians» на сайті проєкту. Більше року щотижня на сайті виходили довгі інтерв'ю (лонгріди) із успішними українцями.
Влітку 2015 року команда вирішила призупинити проєкт і сконцентрувати усі зусилля на перезапуску й пошуку ресурсів, бо за словами творця проєкту, одного інтерв'ю-формату для проєкту було недостатньо. Для більшого впливу потрібно було переходити на новий рівень і розширювати концепцію проєкту.
У вересні того ж року сайт почав збір грошей на Спільнокошті, зібравшиза два місяці байже 130 тис. грн від 330 доброчинців Команда почала роботу над пошуком альтернативних джерел доходів та побудовою бізнес-моделі проєкту.
У лютому 2016 року відбулося перезавантаження проєкту. Відтоді онлайн журнал «The Ukrainians» складається з наступних розділів:
- «Інтерв'ю»
- «Репортажі»
- «Колонки»
- «Картки»
- «Читанка»
- «Відео»
- «Спецпроєкти»

Гроші на оновлення та створення фонду для оплати роботи журналістів вдалося зібрати на Спільнокошті.

## Колектив The Ukrainians
- Керівник проєкту — Тарас Прокопишин
- Редакторка розділу «Інтерв'ю» — Інна Березніцька
- Редакторка розділу «Репортажі» — Марічка Паплаускайте
- Фоторедактор — Данило Павлов
- Редактор розділу «Картки» — Роман Рак
- Редактор розділу «Колонки» — Тарас Прокопишин
- Редактор розділу «Читанка» — Володимир Бєглов

### Журналісти дописувачі
- Олеся Яремчук
- Богдана Неборак
- Євген Гриценко
- Катя Сергацкова
- Ірина Славінська
- Надія Швадчак
- Петро Ткачишин
- Юрій Опока
- Олександра Марченко та інші.

### Журналісти-фотографи
- Макс Баландюх,
- Ірина Середа,
- Світлана Левченко,
- Аліна Іванова,
- Андрій Кузьмінський,
- Чілла Палош,
- Назарій Пархомик й багато інших.

## Книги
У 2015 році у «Видавництві Старого Лева» вийшла книжка «theUKRAINIANS: історії успіху». У книзі зібрано 20 розмов, що мотивують. Вони були опубліковані на сайті проєкту протягом першого року його існування. Упорядниками видання виступили Тарас Прокопишин, Володимир Бєглов та Інна Березніцька; передмову написав Андрій Куликов.
До книги увійшли інтерв'ю з такими особистостями:
- Богдан Гаврилишин
- Мар'яна Садовська
- Павло Шеремета
- Любомир Гузар
- Борис Ґудзяк
- Ярослав Грицак
- Вахтанг Кіпіані
- Мирослава Ґонґадзе
- Зураб Аласанія
- Брія Блессінґ та іншими видатними українцями.[4]

На вересень 2016 року заплановано вихід другої книжки — «theUKRAINIANS II: історії успіху». Серед героїв проєкту — Джамала, Святослав Вакарчук, Юрій Андрухович, Тарас Прохасько, Оксана Караванська та інші.